# Famicom Ryu
Famicom Ryu (ファミ拳リュウ Famikom Ryū?) es un manga escritada por Ryuichi Hoshino, publicada por Shogakukan y CoroCoro Comic, de 18 de febrero de 1986 al 11 de noviembre de 1987 solamente en Japón. Fue uno de los videojuegos que fueron basados en Manga.

## Juegos Basados
Representa a los videojuegos adaptados por Manga.
- Yie Ar Kung-Fu (Konami)
- Warp & Warp (Namco)
- The Tower of Druaga (Namco)
- Zunou Senkan Galg (BD Soft)
- Star Luster (Namco)
- TwinBee (Konami)
- Los Goonies (Konami)
- Mighty Bomb Jack (Tecmo)
- Argus (Jaleco)
- Gradius (Konami)
- Ghosts 'n Goblins (Capcom)
- Valkyrie no Bōken: Toki no Kagi Densetsu (Namco)
- Metroid (Nintendo)
- Super Xevious (Namco)
- Super Xevious: GAMP no Nazo (Namco)
- Trojan (Capcom)
- Crackout (Konami)
- Zelda II: The Adventure of Link (Nintendo)
- Section Z (Capcom)
- Jikai Shounen Met Mag (Thinking Rabbit)
- Getsu Fūma Den (Konami)
- Arumana no Kiseki (Konami)